# Melbourne bounce
El Melbourne bounce, també anomenat Melbourne sound, Melbourne house o simplement bounce, és un subgènere de l'electro house, amb influències de múltiples gèneres de música electrònica de ball, entre aquestes els més importants són màkina i el jumpstyle, entre altres estils de hardtechno, una línia de baix icònic heretat del scouse house i amb una estructura similar al psytrance. Aquest subgènere en els últims anys ha obtingut gran popularitat en la cultura EDM. Normalment és molt utilitzat en els clubs per ser un estil molt ballable i fàcil de sentir, però també ha estat criticat perquè alguns diuen que és molt fàcil de produir. Actualment alguns DJ’s han incorporat influències o elements d'aquest gènere en les seves cançons.

## Característiques
Musicalment és similar al bigroom house amb bombos minimalistes, però incorpora influències en la percussió entre altres elements del màkina i el jumpstyle, amb reverberació de bombo i amb línia de baix fora de compàs que produeix la sensació “buncy”. També utilitza elements de progressió d'alguns gèneres i sintetitzadors pesats i a vegades aguts amb un baix “squelching” produït per les influències de l'acid house i acid techno. És un estil bastant ràpid amb tempo de 125-135 BPM. El “drop” o “clímax” es caracteritza per ser simple amb una sola línia de sintetitzador sense música de fons amb un bombo i un groove simple i minimalista. També incorpora el baix (bass) pesat de l'electro house amb sintetitzadors característics del techtrance, jumpstyle i acid techno. Una altra característica important són els sintetitzadors fusionats amb trompetes “estridents”. També diverses cançons porten una estructura molt semblant al psytrance. També es descriu a aquest gènere com “Descendent de la família de l'electro house, inspirat pel dutch house i sintetitzadors amb trompetes fusionades i que també fusiona elements del psytrance i de l'acid house”. També sol utilitzar elements de progressió del màkina, amb línies de baix també influenciades pel scouse house/hard bounce i música sintètica influenciada pel techtrance i electrotech.

## Estil de ball
Aquest estil de ball es sol denominar com Melbourne shuffle és una fusió o mescla del tecktonik (electro house) i el jumpstyle (ball). Encara que es consideri com un subgènere del jumpstyle, també és similar al hardstyle. Aquest estil de ball és popular als clubs i als rave parties, així com en els festivals de música electrònica. També és un tipus de ball urbà en llocs concrets.

## Artistes notables
- Will Sparks
- Joel Fletcher
- Matt Watkins
- Timmy Trumpet
- Djuro
- Deorro
- J.tt
- AronChupa
- Adrian Gatto
- Bombs Away
- Bounce Inc.
- Burgs
- Brynny
- C-Barts
- CHROPE
- D!RTY PALM
- D.O.D
- Eric Sidey
- Fresh Kiwi
- Henry Fong
- J-Trick
- Jay Karama
- Jiggers
- Joey Riot
- Krayzius
- Krunk!
- Lex & Music
- Matty Lincoln
- Reece Low
- SCNDL
- Sean Mannexer
- Tyron Hapi
- TJR
- Uberjak'd
- VINAI
- Will Moore
- Zoolanda
- The Chainsmokers
- Alfons
- Orkestrated
- Prezioso
- KSHMR
- Duvoh
- VerQuik
- Sony Ufot
- Leo

- QuixSmell